# Joseph Strutt (pittore)
Joseph Strutt (Chelmsford, 27 ottobre 1749 – Londra, 16 ottobre 1802) è stato un incisore inglese.

## Biografia
Nato nel 1749 a Springfield Mill da Thomas Strutt e Elizabeth.
Nel 1770 ha iniziato a studiare alla Royal Academy di Londra e l'anno seguente al British Museum. Ha pubblicato vari libri sull'incisione tra cui "The Regal and Ecclesiastical Antiquities of England" nel 1773 per B. and J. White. Tra il 1774 e il 1776 ha pubblicato tre volumi chiamati "Manners, Customs, Arms, Habits etc. of the People of England" e tra il 1777 e il 1778 "Chronicle of England".
Dal 1778 al 1784 espose alla Royal Academy.